# UK Intellectual Property Office
UK Intellectual Property Office (рус. Офис интеллектуальной собственности Великобритании, сокращенно «UK-IPO») — ведущее правительственное учреждение Великобритании, ответственное за разработку и управление политикой интеллектуальной собственности, находящееся под полной эгидой Отдела инноваций, университетов и навыков (en:Department for Innovation, Universities and Skills — DIUS). Некоторые работы над авторскими правами UK-IPO разделяет с Отделом культуры, медиа и спорта (en:Department of Culture, Media and Sport). Влияние UK-IPO не распространяется на права селекционеров растений (en:plant breeders' rights) — эти права администрируются «Plant Variety Rights Office», которое является агентством Отдела окружающей среды, пищевой промышленности и сельского хозяйства (en:Department for Environment, Food and Rural Affairs). До 2 апреля 2007 года UK-IPO имел название «The Patent Office» (Патентное бюро).
В UK Intellectual Property Office есть прямая административная ответственность за исследование, выпуск или отклонение патентов, и поддержание регистрации интеллектуальной собственности, включая патенты, дизайны и торговые марки в Великобритании.
Существование Патентного бюро и поста Контролёра требуются законом 1907 года о патентах и дизайнах (хотя большая часть остатков этого закона была аннулирована), однако независимые режимы работы Патентного бюро изложены в других законах, включая:
- The Registered Designs Act 1949
- The Patents Act 1977
- The Copyright, Designs and Patents Act 1988
- The Trade Marks Act 1994

С 1991 года «UK Patent Office», теперь известный как «UK Intellectual Property Office», имел свой штаб в Ньюпорте, Южный Уэльс, однако для обслуживания правительства, больших учреждений и предприятий был открыт небольшой филиал в Лондоне.